# Michel Chaillou
Pour les articles homonymes, voir Chaillou.
Michel Chaillou est un romancier français, né le 15 juin 1930 à Nantes et mort le 10 décembre 2013 à Paris.
Il est l'auteur de près d'une trentaine d'ouvrages.
Après le prix des Libraires reçu en 1989, le prix de la Langue française en 2002, il obtient en 2007 le grand prix de littérature de l'Académie française pour l'ensemble de son œuvre.

## Biographie

### Origines et formation
Michel Marcel Chaillou naît le 15 juin 1930 à Nantes.
Il est élevé par ses grands-parents paternels, gardiens d’une cartonnerie à Chantenay, « le faubourg ouvrier de Nantes », puis concierges de la Centrale des œuvres diocésaines, en plein centre-ville. Le contraste est fort entre ces descendants de modestes paysans vendéens et la grand-mère maternelle, l’imprévisible  et pittoresque Alice. Cette fille de notables et artistes nantais (le peintre Maurice Orliac, professeur à l'école des beaux-arts de Nantes, lui-même fils de la portraitiste Élise Canoby-Orliac) a pris la route à 20 ans  avec un gitan, le futur grand-père de Michel Chaillou. Après que son compagnon a disparu, la laissant avec ses deux enfants (Jean et Eva), Alice devient une figure des quartiers populaires de Nantes, brocanteuse, chanteuse des rues, diseuse de bonne aventure.
Michel Chaillou, d’abord élève à l’école élémentaire de Chantenay, est pensionnaire dans une institution religieuse de Saint-Sébastien-sur-Loire jusqu’au certificat d’études primaires libre.
Avec la Seconde Guerre mondiale, dans la presqu'île de Quiberon où vit sa mère Eva remariée à un médecin, survient le drame qui marquera profondément la sensibilité de Michel Chaillou (cf. le récit autobiographique 1945). À la Libération, il quitte la France avec sa mère et commence une nouvelle vie — difficile — à Casablanca. Tout en secondant Eva qui a ouvert un petit restaurant, il décroche la première partie du baccalauréat. Cette adolescence au Maroc est évoquée dans son roman Mémoires de Melle.
Revenu en France en 1951 après ces six années d'éloignement, il y réussit la deuxième partie du baccalauréat et s’inscrit en philosophie à la faculté de Poitiers. Pour financer ses études, il est pion dans divers collèges de l’académie de Poitiers (Luçon, Pons, Melle, Thouars), il obtient une licence de philosophie et se marie une première fois en 1955.

### Carrière
En 1957, Michel Chaillou est appelé en Algérie. De retour à la vie civile après vingt-huit mois de service militaire, il obtient le CAPES de lettres modernes et enseigne au lycée de jeunes filles de Niort puis au lycée de Montmorillon. En 1960, il divorce et songe à quitter la province pour la capitale.
En 1962, il est admis au stage audiovisuel de l’École normale supérieure de Saint-Cloud. Il y rencontre Roland Barthes, et sa future femme, Michèle, qu’il épouse en 1966 et dont il a un fils, David Chaillou né en 1971, qui deviendra ensuite compositeur.
De 1963 à 1968, désormais Parisien, Michel Chaillou enseigne les lettres au lycée de Saint-Germain-en-Laye. Partiellement détaché auprès de la télévision scolaire  il  produit de nombreuses émissions de français jusqu’en 1970.
En 1968 paraît chez Gallimard son premier roman Jonathamour dans la collection « Le Chemin » de Georges Lambrichs. Après l'arrêt de la collection en 1987, il se partage entre plusieurs éditeurs : Gallimard, Le Seuil, Fayard… Autour des « déjeuners du Chemin », il se fait ses premiers amis écrivains : Jacques Borel, Jean-Loup Trassard, Jacques Réda, Michel Deguy, Henri Meschonnic, Ludovic Janvier, Patrick Reumaux, Pierre Lepère, Jean Roudaut, Pierre Pachet, etc.
En 1969, Michel Chaillou devient enseignant à l’IUT de Saint-Denis. En 1975, il obtient un doctorat en littérature française avec sa thèse « Bergerie critique (le sentiment géographique dans les premières pages de l’Astrée) » dirigée par Roland Barthes et soutenue à Paris-VIII devant un jury composé de Gérard Genette, Jean-Pierre Richard et Barthes. Elle est éditée chez Gallimard sous le titre Le Sentiment géographique, ouvrage singulier qui l’impose dans le milieu littéraire. En 1991 Michel Chaillou entre à l’Université Paris VIII-Vincennes où il enseignera la littérature française de l’âge baroque et celle du XVIIIe siècle jusqu’à sa retraite en 1995. En 1982, invité par l’Université de Virginie à Charlottesville (États-Unis) il fait un cours sur les romans oubliés de la littérature française du XVIIe siècle.
Parallèlement à l’enseignement et à l’écriture, Michel Chaillou s’intéresse à la radio. Après sa rencontre avec Alain Trutat, il participe à ses expériences de création radiophonique. De nombreuses émissions sur France Culture de 1970 à 2002 témoignent de son don d’improvisation et d’une parole lyrique entre écriture et oralité (Perdus dans la mer de Weddell, Une descente imaginaire de la Volga, Histoires hantées, Avignon cœur de lion …). De 1973 à 1976, il est membre du comité de lecture de Radio-France, et en 1976 membre de l’atelier « texte-image » de l’Institut national de l’audiovisuel.
Participant activement à la vie littéraire, Michel Chaillou a été en 1982 le premier président de l’ADILC (Association de défense et illustration de la littérature contemporaine). Il a été membre du comité de lecture de la revue Po&sie de Michel Deguy et de plusieurs commissions  du Centre national des lettres (Roman, Animation ...). De 1985 à 1988, il est conseiller littéraire du Salon du livre de jeunesse de Montreuil. En 1989, il est l’un des six écrivains du groupe l’Hexaméron aux côtés de Michel Deguy, Jacques Roubaud, Denis Roche, Florence Delay et Natacha Michel.
En 1990, Michel Chaillou crée chez Hatier, à la demande de l’éditrice Colline Faure-Poirée, une collection d’histoire littéraire  « Brèves littérature » qu’il dirige jusqu’en 1996 (vingt-quatre volumes publiés). Y collaborent de nombreux écrivains et universitaires, dont Jean-Noël Vuarnet, Pierre Lartigue, Bernard Cerquiglini, Pierre Lepère, Pierre Pachet, Jacques Roubaud, Patrick Chamoiseau, Jacqueline Cerquiglini-Toulet, Jean Roudaut, Henri Meschonnic, Michel Butor, Natacha Michel, Dominique Noguez, Paul Louis Rossi, etc. La collection, d’une conception originale, réunit des « gens de style » qui entretiennent tous un rapport personnel, intime et vivant avec la littérature du passé.

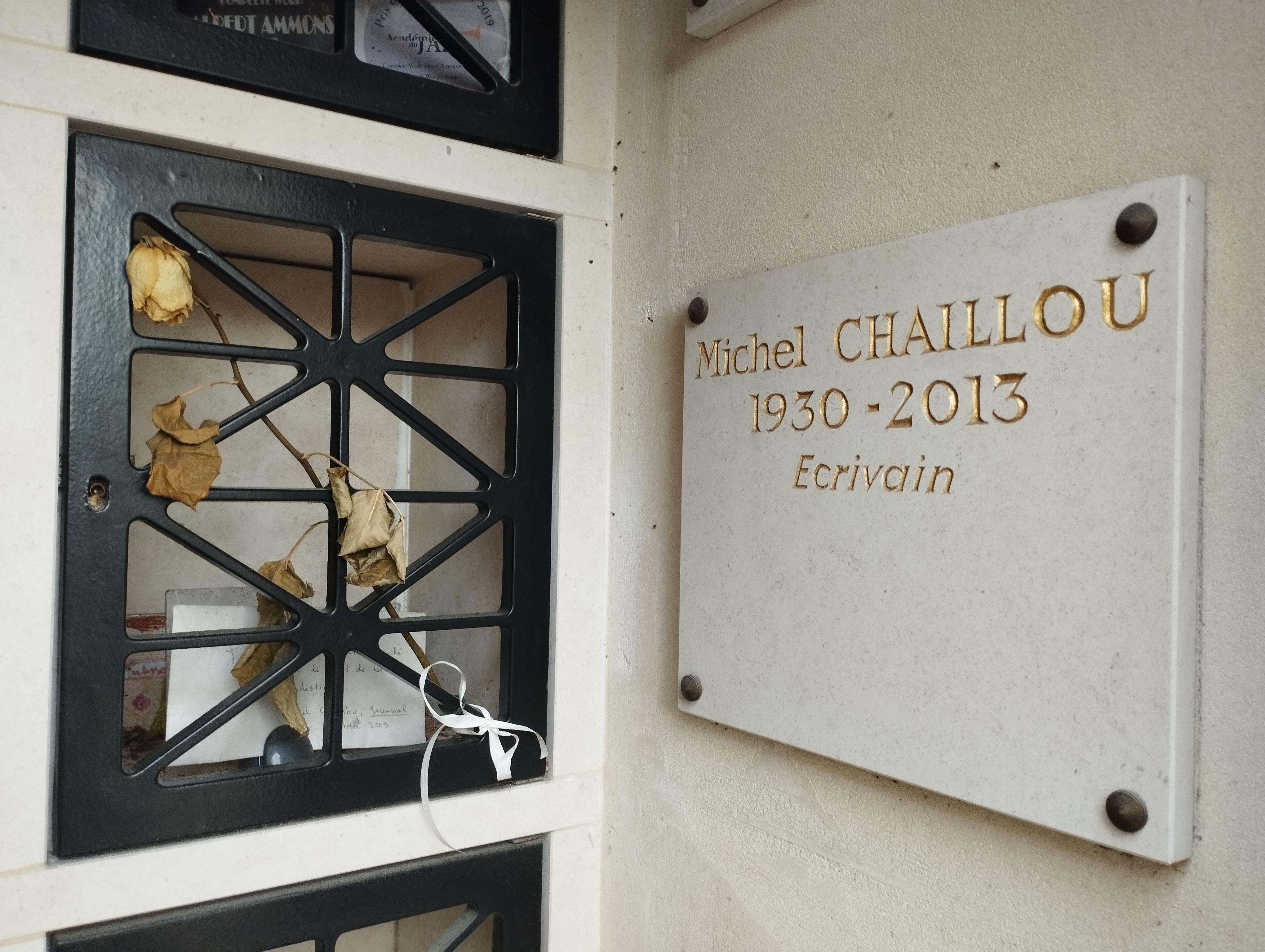
Tombe de Michel Chaillou au cimetière du Montparnasse (division 16).

Autour des années 2000, sous l’influence du romancier et critique d’art Michel Ragon, Vendéen comme lui, il se rapproche de Nantes, sa ville natale. Couronné par l’Académie littéraire de Bretagne et des Pays de la Loire pour La Croyance des voleurs, il en devient membre d’honneur en 2005. L’ultime roman de Michel Chaillou, L’Hypothèse de l’ombre, est sorti chez Gallimard trois semaines avant sa mort. Son Journal, écrit entre 1987 et 2012, a été publié en avril 2015 aux éditions Fayard.
Depuis 2004, ses manuscrits alimentent un fonds Michel Chaillou au département des Manuscrits de la Bibliothèque nationale de France. Il a fait don de deux manuscrits (La Croyance des voleurs et La Fuite en Égypte) à la bibliothèque municipale de Nantes. L'inventaire détaillé du fonds de la BnF est disponible en ligne.

### Mort
Michel Chaillou meurt le 10 décembre 2013 dans le 14e arrondissement de Paris,.
Il est inhumé au cimetière du Montparnasse (division 16), à Paris.

## Style littéraire
Riche d’une trentaine d’ouvrages, l’œuvre de Michel Chaillou touche à des genres variés.
Elle commence dans le pur romanesque avec Jonathamour, défendu chez Gallimard par Louis-René des Forêts. Son deuxième livre Collège Vaserman invente un théâtre imaginaire joué sous la férule d’un maître intraitable. Avec Le Sentiment géographique, il construit une « pastorale moderne » à partir de l’Astrée d’Honoré d’Urfé et la terre du Forez. Le livre suivant Domestique chez Montaigne explore le temps et un autre paysage, la Dordogne. Une diversité qui a fait dire à l'écrivain Sylvie Jaudeau : « Michel Chaillou, par le biais d'une écriture baroque, tente de renouveler la technique du roman en lui annexant des disciplines et des genres qui lui sont étrangers : histoire, biographie, théâtre. ».
Avec La Croyance des voleurs, Michel Chaillou ouvre un autre volet de son inspiration : l’autobiographie ou plutôt, ce qu’il nomme la « demi-autobiographie » tant réalité et imaginaire se confondent. Les événements de son enfance mouvementée, abordés souvent de manière détournée sinon travestie, sont maintenant au centre d’un récit poursuivi de livre en livre : enfance nantaise (La Croyance des voleurs), adolescence au Maroc (Mémoires de Melle), jeunesse à Melle (La Vie privée du désert), retour d’Algérie (Le Dernier des Romains), pour revenir à l’histoire familiale fondatrice : la fugue d’Alice (La Fuite en Égypte).
Parallèlement, il n’abandonne pas la fiction, et développe des livres « de mystère » qu’il s’amuse au gré de sa fantaisie à placer tantôt au XVIIe siècle (Le ciel touche à peine terre), tantôt dans le Cotentin contemporain (Indigne Indigo), les Iles Anglo-Normandes (La Preuve par le chien), ou Quiberon, la presqu’île de son enfance (Le Crime du beau temps, l’Hypothèse de l’ombre).
Son écriture inventive a immédiatement été saluée par la critique, Jean-Pierre Richard étant le premier à évoquer un « parler Chaillou », une manière très particulière d’être dans les mots. Comme le souligne l’écrivain François Bon : « C’est la syntaxe, qui le définit, et une façon de marcher – en langue, s’entend. C’est un promeneur : et toujours le même jardin quasiment à l’identique, mais où il déploie une fois de plus toute la littérature appelée, ses âges, ses pilotes (d’autres qui lui ressemblent) ».
Le style est la préoccupation constante de Michel Chaillou : il constitue pour lui le « sujet profond » d’un livre, opposé à son « sujet apparent », l'histoire que l’on peut raconter. Sa conception de la littérature est amplement développée dans son livre d'entretiens avec le romancier Jean Védrines, l'Écoute intérieure (2007) et dans son Journal paru en avril 2015.

## Récompenses et distinctions
Le prix de la Langue française lui est décerné en 2002. En 2007, il reçoit le grand prix de littérature de l'Académie française pour l'ensemble de son œuvre.
Plusieurs de ses livres ont été distingués par d'autres prix littéraires (voir bibliographie ci-dessous).
Il est chevalier de la Légion d'honneur et officier dans l'ordre du Mérite.
Depuis mars 2023, une allée de Nantes porte le nom de Michel Chaillou.

## Œuvres
- Jonathamour : roman, Gallimard, coll. « Le Chemin », 1968, coll. « Folio », 1991
- Collège Vaserman, Gallimard, coll. « Le Chemin », 1970. Le manuscrit, numérisé par la Bibliothèque nationale de France, est accessible sur Gallica :  https://gallica.bnf.fr/ark:/12148/btv1b52508193j
- Le Sentiment géographique, Gallimard, coll. « Le Chemin », 1976, coll. « L'imaginaire », 1989
- La Petite Vertu : huit années de prose courante sous la Régence, Balland, 1980, Seuil, coll. « Fiction & Cie », 1990
- Domestique chez Montaigne : roman, Gallimard, coll. « Le Chemin », 1983, coll. « L'imaginaire » 2010
- La Vindicte du sourd : Gallimard, coll. « Folio Junior » 1984, prix Korrigan
- Le Rêve de Saxe : roman, Ramsay 1986, Gallimard coll. « Folio » 1988
- La Croyance des voleurs, roman, Seuil, coll. « Fiction & Cie », 1989, prix des Libraires, prix de la Ville de Nantes, prix Vitet de l’Académie française.
- L'Hexaméron (en collaboration avec Michel Deguy, Florence Delay, Natacha Michel, Denis Roche et Jacques Roubaud), Seuil, coll.« Fiction & Cie», 1990
- Petit Guide pédestre de la littérature française au XVIIe siècle : 1600-1660 (en collaboration avec Michèle Chaillou), Hatier, coll.« Brèves littérature», 1990, repris sous le titre La Fleur des rues, Fayard, 2000, Pocket, coll. « Agora », 2017
- La Rue du capitaine Olchanski : roman russe, Gallimard, coll. « L'un et l'autre », 1991
- Mémoires de Melle : roman, Seuil, coll.« Fiction & Cie », 1993, coll. «Points » 1995, prix Hugues Rebell 1994
- La Vie privée du désert : roman, Seuil, coll.« Fiction & Cie », 1995, coll. « Points » 1997, grand prix Poncetton de la Société des gens de lettres
- Le Colosse machinal, illustrations de Martin Jarrie, Nathan 1996
- Le ciel touche à peine terre : roman, Seuil, coll. « Fiction & Cie», 1997
- Les Habits du fantôme : roman, Seuil, 1999
- La France fugitive, Fayard 1998, Le Livre de poche, 2001, prix Cazes 1999
- Indigne indigo : roman, Seuil, coll.« Fiction & Cie», 2000, Fayard 2007, prix littéraire de la Ville de Caen
- Le Matamore ébouriffé : roman, Fayard, 2002, Le Livre de poche, 2004
- 1945 : récit, Seuil, coll.« Fiction & Cie», 2004, La Différence 2012, prix Breizh 2004, prix Ouest, prix  des audiolecteurs
- La Preuve par le chien : roman, Fayard, 2005, prix de la Ville de Rennes
- Virginité : roman, Fayard, 2007
- L’Écoute intérieure, neuf entretiens sur la littérature avec Jean Védrines, Fayard 2007, Pocket, coll. « Agora », 2018
- Le Dernier des Romains : roman, Fayard, 2009
- Le Crime du beau temps : roman, Gallimard, coll. « Haute enfance », 2010
- La Fuite en Égypte : roman, Fayard, 2011
- Éloge du démodé, La Différence, 2012
- L’Hypothèse de l'ombre: roman, Gallimard, coll. « Haute enfance», 2014
- Journal (1987-2012), Fayard, 2015
- Les Entretiens d'Etretat (avec Jacques Roubaud), éditions du Canoë, 2020

Traductions :
- En italien :

Domestico in casa Montaigne, traduit par Gabriella Druidi, éditions Coliseum, Milan, 1989.
Elogio del démodé, introduction et traduction de Chiara Rolla, Edizioni dell'Orso, coll. « Pegaso », Alessandria, 2024 
- En portugais :

A Crença dos Ladrőes, traduit par Vera Adami, éditions Nova Fronteira, Rio de Janeiro, 1995
- En anglais (américain) :

The Belief of thieves , traduction inédite par John Carlin Tomme, USA 

## Radio et télévision
Télévision scolaire
- Chateaubriand, chronologie d'un songe, 27 novembre 1965 (réal. Jean Vidal) lien vers la vidéo sur Gallica
- Gérard de Nerval ou Le voyage avant la vie, décembre 1965 (réal. Serge Witta) lien vers la vidéo sur Gallica
- Le Nouveau Télémaque, feuilleton en cinq épisodes, avril 1967 (réal. Serge Witta)
- Description I, II, III ou l'Histoire qui n'existe pas, feuilleton en trois épisodes, novembre 1968 (réal. Jean Bataille)
- Histoire ramassée par terre, Histoire suspendue en l'air, Histoire jetée au feu, Histoire racontée dans l'eau, mai 1981 (réal. Jacqueline Margueritte).

Radio 
- Madame de Sévigné chante, Atelier de création radiophonique, France Culture, 5 décembre 1976
- Avignon cœur de lion ou Les quatre samedis du roi Richard, 12 épisodes (réal. Janine Chollet), France Culture, juillet 1977
- Perdus dans la mer de Weddell (réal. Jean Couturier), France Culture, août 1977 lien vers les archives de l'INA
- Les derniers jours heureux (réal. Evelyne Frémy et Marie-Rose Dérouet), Atelier de création radiophonique, France Culture, Noël 1977
- Histoires hantées, France Culture, Le goût du jour, octobre-novembre 1984
- La France en Zigzag, France Culture, août 1987
- Feu Tournant, dramatique (réal. Marguerite Gateau), France Culture, 4 septembre 1988
- Descendre la Volga ou Le voyage immobile (réal. Jean Couturier), improvisation en direct sur  France Culture, 31 août-4 septembre 1992
- Collège Vaserman (réal. Jean Couturier), feuilleton en 10 épisodes, France Culture, décembre 2001
- Voyage parmi les étoiles sérieuses, France Culture, dans la série « Les histoires du Pince-oreille", 26 janvier 2002.

Certaines de ces émissions ont été archivées par l'INA.